# Discours sur les droits civiques

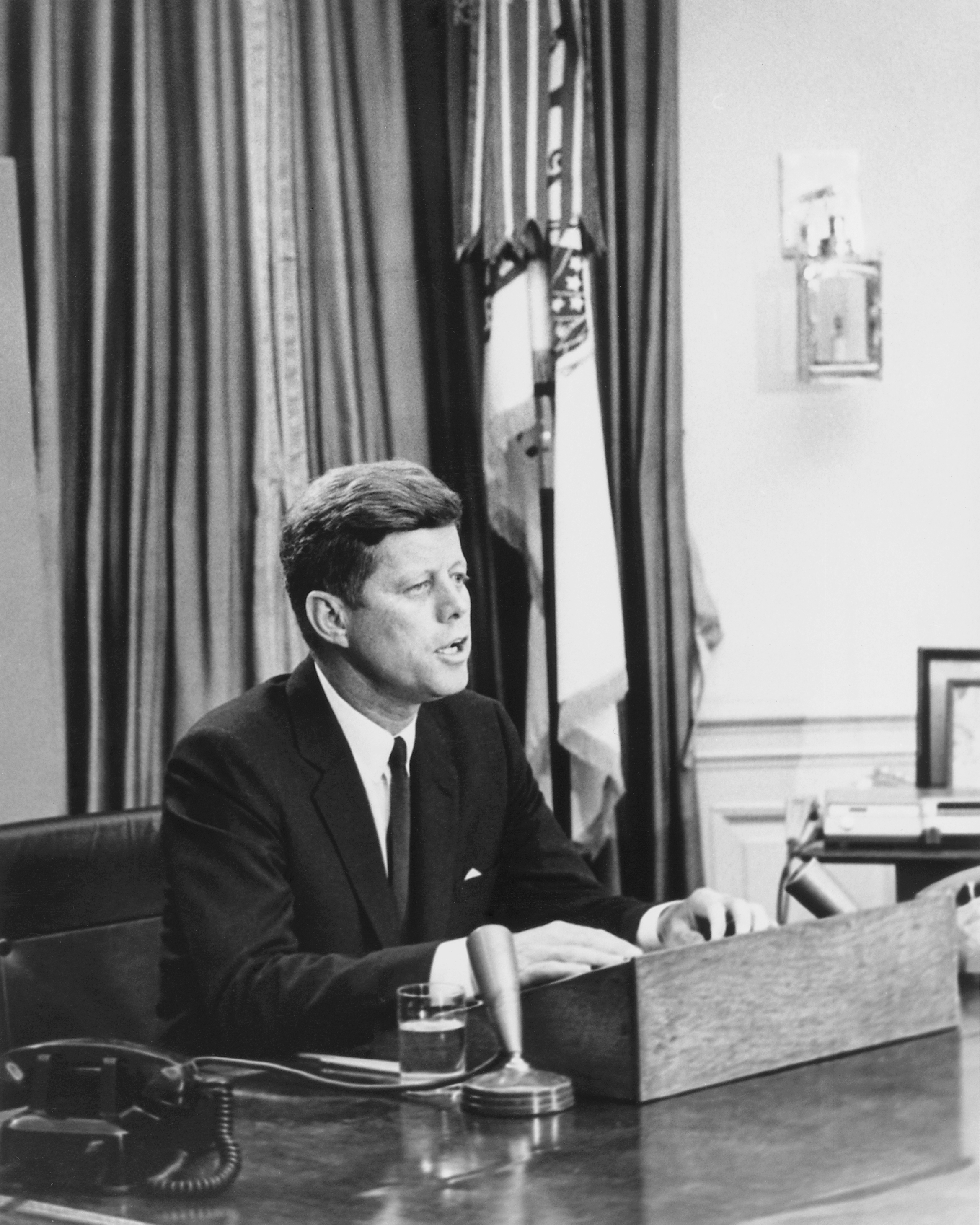
John Fitzgerald Kennedy lors du discours sur les droits civiques.

Le discours sur les droits civiques (en anglais : Civil Rights Address ou Report to the American People on Civil Rights ), est un discours prononcé le 11 juin 1963 par le 35e président des États-Unis John Fitzgerald Kennedy depuis le Bureau ovale afin de proposer le Civil Rights Act de 1964.
Le discours transforme les droits civils d'un problème juridique en moral : « Nous sommes, à la fois en tant que pays et en tant que peuple, face à une crise des valeurs morales ». Kennedy y explique les dimensions économiques, éducatives et morales de la ségrégation raciale.